# Хан, Фархат Хассан
Фархат Хассан Хан (англ. Farhat Hassan Khan, 10 января 1965) — пакистанский хоккеист (хоккей на траве), нападающий. Бронзовый призёр летних Олимпийских игр 1992 года, чемпион летних Азиатских игр 1990 года, серебряный призёр летних Азиатских игр 1986 года.

## Биография
Фархат Хассан Хан родился 10 января 1965 года.
Играл в хоккей на траве за Пакистанскую таможню из Карачи.
В 1986 году завоевал серебряную медаль хоккейного турнира летних Азиатских игр в Сеуле, в 1990 году — золото на летних Азиатских играх в Пекине.
В 1992 году вошёл в состав сборной Пакистана по хоккею на траве на летних Олимпийских играх в Барселоне и завоевал бронзовую медаль. Играл на позиции нападающего, провёл 7 матчей, мячей не забивал.
В 1985—1993 годах провёл за сборную Пакистана 129 матчей, забил 26 мячей.